# Мапхогу
Мапхогу́ (кор. 마포구?, 麻浦區?, новая романизация: Mapo-gu) — один из 25 районов Сеула, столицы Республики Корея. Имеет статус самоуправления.

## Название
На берегу современного Мапхогу с древних времён существовала переправа Мапхо (кор. 마포나루터) — от неё название унаследовал и район. «Мапхогу» дословно переводится следующим образом: «ма» (кор. 마) – «конопля», «пхо» (кор. 포) – «берег», «гу» (кор. 구) – «район». То есть фактически – «Район конопляного берега».

## Расположение на карте города
Мапхогу расположен на северном берегу реки Ханган, проходящей через Сеул с востока на запад. На западе граничит с территорией города Коян, на севере — с районами Ынпхён и Содэмун, на северо-востоке — с Чунку, на востоке — с Йонсан. На южном берегу его соседями являются Кансо и Йондынпхо.

## История
С периода начала правления династии Чосон вся территория современного Мапхогу принадлежала столичному Ханьяну (позже известному как Хансон, а ныне — Сеул).
В период позднего Чосона (вплоть до оккупации Корейского полуострова Японией в 1910 году) применялась старая административная система, в которой не было районов гу — территориальные единицы, по размерам напоминавшие современные районы Сеула назывались бан (кор. 방), что в переводе означало «селение». До 1910 года вся территория современного Мапхогу входила в состав Йонсанбана (кор. 용산방) и Соганбана (кор. 서강방).
В октябре 1910 года, в период японского колониального правления, Хансон был переименован в Кёнсон (японский вариант — Кэйдзё) и передан в административное управление провинции Кёнгидо. В следующем году японцами была введена новая система, в соответствии с которой Йонсанбан и Соганбан были переименованы в Йонсанмён (кор. 용산면) и Соганмён (кор. 서강면). Йонсанмён состоял из 31 тона, Соганмён — из 10 тонов.
В декабре 1913 года часть Йонсанмёна вошла в состав западных территорий Кэйдзё (Сеула), а Соганмён был присоединён к уезду Коян провинции Кёнгидо.
Мапхогу был образован 23 октября 1944 года путём выделения из состава современных Содэмунгу и Йонсангу 23 тонов (кор. 동).
16 октября 1945 года, после освобождения Корейского полуострова от японского присутствия, районам и кварталам были даны современные названия: гу и тон.
18 апреля 1955 года состав района был переформирован: количество тонов сократилось до 19, при этом площадь района не изменилась.
1 июня 1964 года Мапхогу и Содэмунгу обменялись частями своих территорий: Содэмунгу отошла часть Ахёндона (кор. 아현동), а Мапхогу получил части Ногосандона (кор. 노고산동) и Тэхёндона (кор. 대현동), которые были переформированы в единый тон — таким образом в составе Мапхогу появился 20-й тон.
18 мая 1970 года произошло новое переформирование структуры района и количество тонов сократилось с 20 до 18.
12 марта 1973 года и 1 октября 1975 года Мапхогу и Содэмунгу снова обменялись частями нескольких тонов. В 1975 году в результате обмена количество тонов увеличилось с 18 до 21.
1 сентября 1977 года произошло очередное переформирование внутренней структуры — количество тонов увеличилось до 22.
В результате переформирования 1 июля 1980 года в составе Мапхогу находились 24 тона.

## Общая характеристика
Мапхогу занимает 23,88 км² территории, что составляет 3,94% от общей площади города (605,25 км²). Под зелёные зоны отведено 42% территории района или 10,05 км², а под коммерческие (промышленные) цели — всего 4% от территории района или 1,03 км².
Обеспеченность высокоскоростным интернетом достигает 73,3%.

### Образование
В районе находятся 75 учреждений образовательной сферы, из которых: 30 детских садов, 43 школы и 2 университета (университет Хонъик, университет Соган).

### Транспорт
Между Мапхогу и южными районами Сеула построено 6 мостов, один из которых железнодорожный, остальные - автомобильные.
В районе расположен автовокзал Синчхон.
Через территорию Мапхогу проходят три линии метро: 2-я, 5-я и 6-я. Общее количество станций метро в районе: 15.

## Достопримечательности
Между станциями 5-й линии метро «Эогэ» (кор. 애오개역) и «Кондок» (кор. 공덕역) расположен православный Собор святителя Николая, находящийся в юрисдикции Константинопольского патриархата. Здание собора представляет собой едва ли не единственный образец византийской архитектуры во всей Южной Корее. При Соборе действует приход Русской православной церкви.
В западной части Мапхогу находится открывшийся 10 ноября 2001 года стадион Сеул (кор. 서울월드컵경기장, англ. Seoul World Cup Stadium), который был построен специально к Чемпионату мира по футболу 2002 года. В рамках Чемпионата на нём были проведены 3 матча между сборными Франции и Сенегала, Турции и КНР, и матч 1/2 финала между командами Южной Кореи и Германии. Также известен как стадион Санам.
Между автомобильным мостом Янхва-дэгё (кор. 양화대교) и железнодорожным Тансан-чхольгё (кор. 당산철교) в квартале Хапджондон (кор. 합정동) расположено Сеульское иностранное кладбище (кор. 서울외국인묘지), которое было открыто для погребений ещё в 1860 году. Особенно много могил христианских миссионеров. Иностранные церкви и в настоящее время используют кладбище для захоронений. Также в 1999 году на этом кладбище были перезахоронены останки американского профессора Хораса Гранта Андервуда (англ. Horace Grant Underwood), который в 1900 году основал отделение YMCA (Христианской Ассоциации молодых людей) в Корее, а в 1915 году — Христианский колледж Кёнсин (кор. 경신학교), ставший впоследствии университетом Ёнсе.

## Населённые пункты-побратимы
Внутри страны:
- уезд Йечхон, провинция Кёнсан-Пукто, Республика Корея (с сентября 2001)[6]
- уезд Синан, провинция Чолла-Намдо, Республика Корея (с 18 апреля 2005)[6]

За рубежом:
- район Шицзиньшань, г. Пекин, Китай (с 11 июня 1996)[7]

Дружественный населённый пункт:
- коммуна Аскер, губерния Акерсхус, Норвегия (с 8 августа 2001)[7]